# Westeremder Voorwerk
Westeremder Voorwerk is een streekje in de  gemeente Eemsdelta  in de provincie Groningen. De streek ligt tussen Westeremden en Garsthuizen. De naam verwijst naar een voormalig voorwerk van het Premonstratenzer klooster Bloemhof in Wittewierum. Het voorwerk werd gesticht op bezit van de familie van de stichter van het klooster, Emo van Huizinge, die oorspronkelijk uit Westeremden kwam. Op de plaats van het voorwerk staat nu de boerderij Nieuw Voorwerk uit 1937.

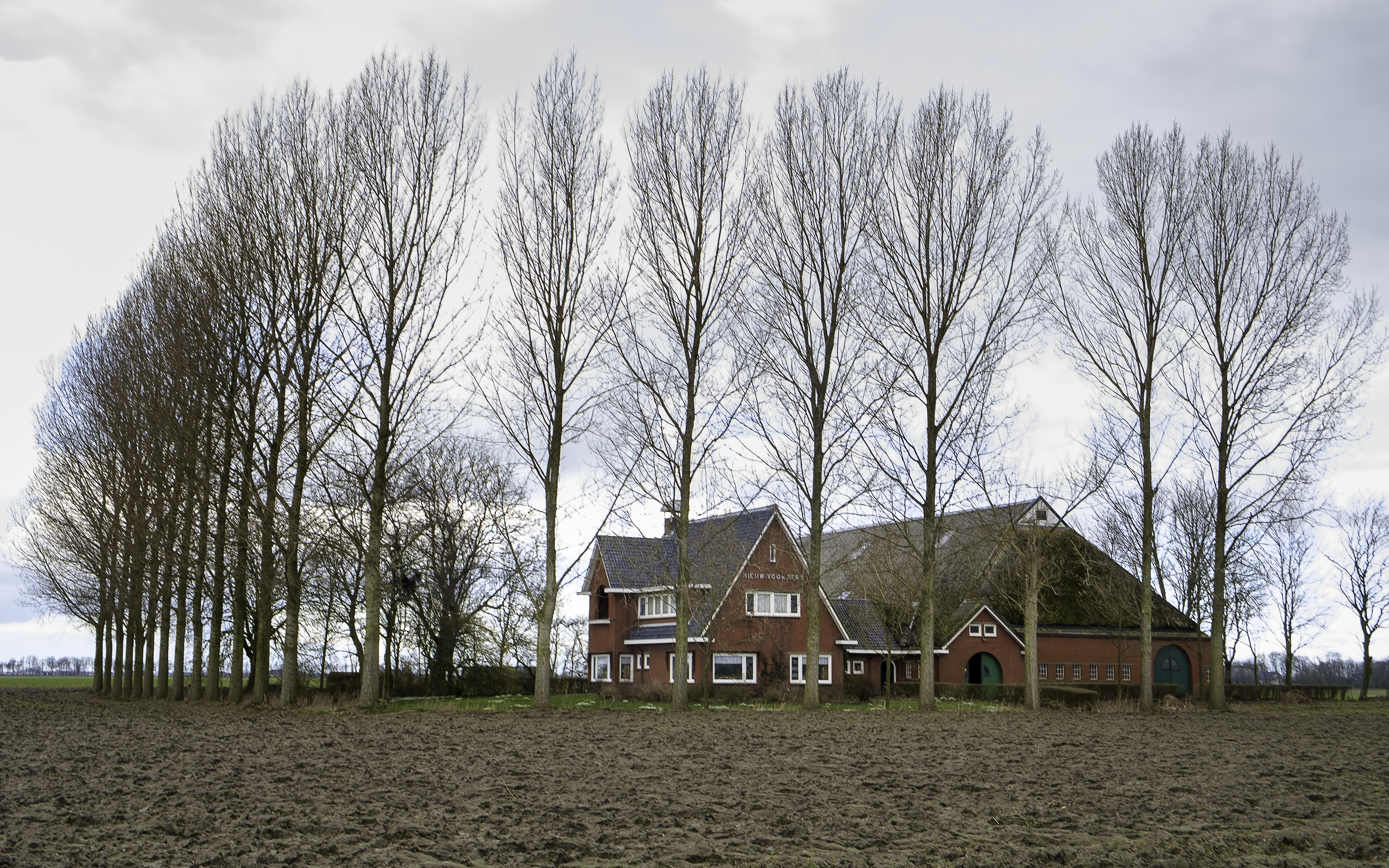
Boerderij Nieuw Voorwerk

Groningen: Steden en dorpen      Nederland: Provincies · Gemeenten